# Jarama (stacja metra)
Jarama – stacja metra w Madrycie, na linii 7. Znajduje się w San Fernando de Henares i zlokalizowana jest pomiędzy stacjami San Fernando i Henares. Została otwarta 5 maja 2007.